# Herrarnas fyra med styrman i rodd vid olympiska sommarspelen 1976
Herrarnas fyra med styrman i rodd vid olympiska sommarspelen 1976 avgjordes mellan den 18 och 25 juli 1976. Grenen hade totalt 70 deltagare från 14 länder.

## Medaljörer
| Gren             | Guld                                                                                                  | Silver                                                                                  | Brons                                                                                       |
| Fyra med styrman | Sovjetunionen Vladimir Eshinov Nikolai Ivanov Michail Kuznetsov Aleksandr Klepikov Aleksandr Lukjanov | Östtyskland Andreas Schulz Rüdiger Kunze Walter Dießner Ullrich Dießner Johannes Thomas | Västtyskland Hans-Johann Färber Ralph Kubail Siegfried Fricke Peter Niehusen Hartmut Wenzel |

## Resultat

### Final
| Placering | Roddare                                                                                        | Land            | Tid     |
| --------- | ---------------------------------------------------------------------------------------------- | --------------- | ------- |
| 1         | Vladimir Esjinov, Nikolai Ivanov, Michail Kuznetsov, Aleksandr Klepikov och Aleksandr Lukjanov | Sovjetunionen   | 6:40,22 |
| 2         | Andreas Schulz, Rüdiger Kunze, Walter Dießner, Ullrich Dießner och Johannes Thomas             | Östtyskland     | 6:42,70 |
| 3         | Hans-Johann Färber, Ralph Kubail, Siegfried Fricke, Peter Niehusen och Hartmut Wenzel          | Västtyskland    | 6:46,96 |
| 4         | Otakar Mareček, Karel Neffe, Milan Suchopár, Vladimír Jánoš och Vladimír Petříček              | Tjeckoslovakien | 6:50,15 |
| 5         | Letjezar Bojtjev, Natjo Mintjev, Ivan Botev, Kiril Kirtjev och Nenko Dobrev                    | Bulgarien       | 6:52,88 |
| 6         | Viv Haar, Danny Keane, Tim Logan, Ian Boserio och David Simmons                                | Nya Zeeland     | 7:00,17 |